# Тхір в штанях
Тхір в штанях (англ. Ferret-legging) — випробування на витривалість або трюк, під час якого тхори потрапляли в пастку в штанях, які носив учасник. Також відомий як «опусти їх» і штани з тхорячого пуху, здається, був популярним серед шахтарів у Йоркширі, Англія.[прояснити] Учасники змагань кладуть живих тхорів у свої штани; виграє той, хто останнім випустить тварин.
Можливо, поголів'я тхорів виникло в той час, коли лише відносно заможним людям в Англії дозволялося тримати тварин, які використовувалися для полювання, що змушувало браконьєрів ховати своїх нелегальних тхорів у штанях. Після короткого відродження популярності в 1970-х роках його назвали «вмираючим видом спорту», хоча національні змагання з тхорячих гонок проходили в Річмонді, штат Вірджинія, США, з 2003 по 2009 рік.

## Опис і правила
У тхорячому спорті учасники зав'язують штани на щиколотках перед тим, як помістити всередину двох тхорів і надійно застебнути ремені, щоб тхори не змогли втекти. Потім кожен учасник стоїть перед суддями стільки, скільки може. Учасників змагань не можна споювати або давати тхорам наркотики, а також не можна давати їм заспокійливі препарати. Крім того, учасникам заборонено носити нижню білизну під штанами, яка повинна забезпечувати вільний доступ тхорів від однієї ноги до іншої, тхори повинні мати повний набір зубів, які не повинні бути підпиляні або іншим чином затуплені. Перемагає той, хто протримається найдовше.
Кажуть, що цей вид спорту передбачає дуже мало «природних навичок», просто здатність «кусати інструмент і не хвилюватися». Колишньому чемпіону світу Регу Меллору приписують запровадження практики носіння білих штанів під час змагань із тхором, щоб краще відображати кров із ран, завданих тваринами. Учасники можуть спробувати витягнути тхорів із зовнішнього боку штанів, але оскільки тварини можуть міцно триматися протягом тривалого періоду часу, їх усунення може бути складним.
Іноді на додаток до штанів тхорів кладуть у сорочки учасників. Спроба запровадити жіночий варіант цього виду спорту — лов тхорів, під час якого жінки-учасниці клали тхорів у свої блузи — виявилася невдалою.

## Походження
Походження гри спірне. Здається, цей вид спорту став популярним серед шахтарів у Йоркширі, Англія, у 1970-х роках, хоча деякі шотландці стверджують, що він набув популярності в Шотландії. За словами Марлен Блекберн з Річмондської ліги порятунку тхорів, «тхір в штянях» виник в публічних будинках, «де відвідувачі робили ставки на те, хто довше протримає тхора в штанях». Цей вид спорту, можливо, виник у той час, коли лише відносно заможним в Англії дозволялося тримати тхорів для полювання, що змушувало браконьєрів ховати своїх незаконних тхорів у штанях, щоб уникнути виявлення мисливствознавців.
Ця розвага привернула увагу в гумористичній статті Дона Каца під назвою «Король тхорів у штанях» у жовтневому номері журналу Outside за 1987 рік. Кац описав тхорів як таких, що «мають кігті, як голки для підшкірних ін'єкцій, і зуби, як килимові цвяхи номер 16». Джеймс Говард з The Fresno Bee сказав, що Катц не зміг пояснити, чому хтось хоче брати участь у такому виді спорту, як зберігання тхора в штанях, але стаття «дає змогу зазирнути всередину потреби людини кидати виклик її людській витривалості».

## Записи
У 1972 році рекорд утриання «тхора в штянях» склав 40 секунд. Кілька років потому рекорд піднявся до понад однієї хвилини і зрештою до 90 хвилин. У 1977 році Едвард Сімпкінс з острова Вайт встановив новий світовий рекорд — п'ять годин і десять хвилин, хоча в його штанях був лише один тхір протягом перших чотирьох годин і два протягом останніх сімдесяти хвилин. Симпкінс отримав два великі укуси під час своєї спроби побити рекорд, але продовжував грати в дартс, не злякавшись.
Шахтар на пенсії Рег Меллор із Барнслі встановив новий світовий рекорд у п'ять годин двадцять шість хвилин 5 липня 1981 року на щорічній виставці Pennine Show у Голмфірті, Йоркшир. Він займався спортом з юності, але не отримав визнання, поки не встановив новий світовий рекорд. Меллор, який багато років полював з тхорами в долинах біля Барнслі, звик тримати їх у своїх штанях, щоб вони були теплими та сухими, коли працювали під дощем. «Хитрість» Меллора полягала в тому, щоб переконатися, що тхори добре нагодовані, перш ніж їх посадити в його штани.
У 1986 році Меллор спробував побити свій власний рекорд перед натовпом з 2500 глядачів, маючи намір побити «магічну шестигодинну позначку — чотирихвилинну милю бігу „тхора в штянях“». Через п'ять годин більшість присутніх занудьгували й пішли; робітники прибули, щоб розібрати сцену, незважаючи на протести Меллора, що він на шляху до нового рекорду. За словами Адріана Таме з Sunday Herald Sun, Меллор пішов у відставку після того досвіду «розчарований і з розбитим серцем», але з недоторканою гідністю та мужністю. Меллор сподівався організувати щорічний національний конкурс, який проводився в його рідному місті Барнслі, і запропонував приз у розмірі 100 фунтів стерлінгів тому, хто зможе його перемогти.
Френк Бартлетт, колишній директор школи, і Крістін Фарнсворт побили рекорд Меллора в 2010 році. Пара впоралася з п'ятьма годинами і тридцятьма хвилинами, зібравши 1000 фунтів стерлінгів для перших служб швидкого реагування спільноти Віттінгтон.

## Рецепція

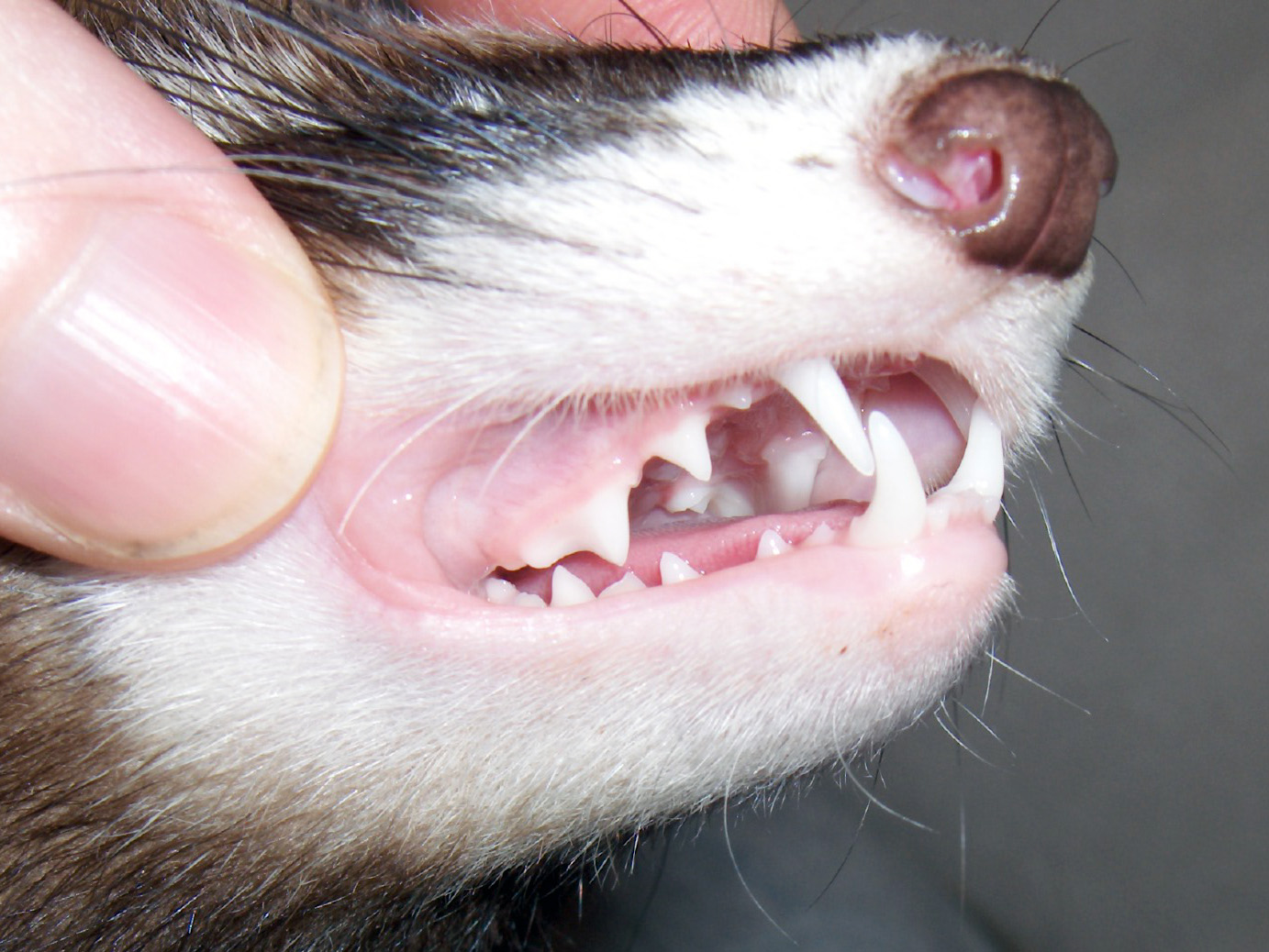
Незважаючи на гострі зуби, люди, пов'язані зі спортом, називають тхорів «загалом… нешкідливими, веселими створіннями».

«Тхір в штянях» існував століттями, але в 1970-х цей вид спорту ненадовго відродився в популярності. Відпвідно звіту 2005 року, опублікованим в англійській газеті Northern Echo, чи то через «брак відважних учасників змагань, чи то через незадоволених дружин», тхорячі перегони зараз є «вмираючим видом спорту», на зміну якому приходять тхорячі перегони, в яких тварини ганяють по пластиковій трубі. Незважаючи на те, що зараз цей вид спорту малопоширений, щорічні змагання проводилися на Іграх горян і Кельтському фестивалі у Річмонді, штат Вірджинія, з 2003 по 2009 рік. У 2007 році Асоціація тхорів Манітоби провела змагання з лову тхорів у парку Сент-Вітал, Вінніпег, щоб зібрати гроші на підтримку притулку для бездомних тхорів. Марлен Блекберн, яка працює з Лігою порятунку тхорів, щоб гарантувати, що жоден тхір не постраждав у цьому виді спорту, стверджує, що за роки проведення змагань у Річмонді жоден учасник не був укушений, хоча деякі можуть отримати кілька подряпин. За словами Келлі Ягера з Асоціації тхорів Манітоби, тварини насправді люблять невеликі замкнуті простори. Джей Лугар, речник Ігор горян і Кельтського фестиваля, сказав, що тхори «загалом дуже нешкідливі, веселі істоти». Рег Меллор, однак, прокоментував, що в найгіршому випадку вони можуть бути «канібалами, істотами, які живуть лише для того, щоб вбивати, які виїдять вам очі, щоб дістати ваш мозок».
Крістофер Борреллі з The Blade описує ловлю тхора як «чудовий» вид спорту, у якому ви відчуваєте «більше мук від поразки, ніж хвилювання від перемоги», а Луї Махоні з Richmond Times-Dispatch сказав, що це «безсумнівно принесе сміятися». Cracked назвав його п'ятим «найбільш незрозумілим» видом спорту у світі. Журнал Atlanta Journal Скотт Бернарде прокоментував, що будь-хто, хто спробував погратися у «тхора в штянях», «погодиться, що впасти з гори не так уже й погано». Американський спортивний журналіст Рік Рейлі з ESPN спробував покататися погратися у «тхора в штянях» як частину свого пошуку «найдурнішого виду спорту у світі» для книги, опублікованої в 2010 році.
Меллор коротко знявся в телевізійному документальному фільмі 1976 року, представленому актором і борцем Брайаном Гловером під назвою «Це не жарт, жити в Барнслі», в якому він продемонстрував «тхора в штянях». Під час свого виступу в The Tonight Show з Джеєм Лено в травні 1996 року актор Пол Гоґан (Крокодил Данді) провів більшу частину інтерв'ю з Лено, розповідаючи про тхора, який він назвав «новою подією Австралійської Олімпіади». У листопаді 1992 року рекламна фірма J. Walter Thompson створила телевізійну рекламу для лотереї штату Каліфорнія, в якій кено порівнювалося з тхірами. Одна з рекламних роликів робить висновок, що кено, «як ви можете собі уявити, набагато краще, ніж тхір у ваших штанях».